# Ambasada Bangladeszu w Warszawie
Ambasada Bangladeszu w Warszawie, Ambasada Ludowej Republiki Bangladeszu (beng. পোল্যান্ডে বাংলাদেশ দূতাবাস, ang. Embassy of Bangladesh in Poland) – placówka dyplomatyczna Bangladeszu mieszcząca się w Warszawie.
Ambasador Bangladeszu w Warszawie akredytowany jest także na Ukrainie.

## Historia, siedziba
Stosunki dyplomatyczne pomiędzy Polską a Bangladeszem nawiązano 12 stycznia 1972. Niezwłocznie kraj ten uruchomił w Warszawie swoją ambasadę, mieściła się przy ul. Lwowskiej 6 (1972–1978), ul. Rejtana 15 (1979–2001), którą zamknięto w 2002. Przez szereg lat kraj ten był oficjalnie reprezentowany przez swoją ambasadę z siedzibą w Hadze przy Wassenaarseweg 39 (2015), de facto przez podobną placówkę w Berlinie przy Dovestraße 1 (2004–2015). W 2015 uruchomiono ambasadę w Warszawie ponownie, w hotelu Radisson Blu Sobieski przy pl. Zawiszy 1, obecnie w hotelu Masuria przy ul. Wiertniczej 107 (2015-).
Utrzymywano też rezydencję ambasadora przy ul. Śniadeckich 20 (1991).